# Богданов, Алексей Игнатьевич
Алексей Игнатьевич Богданов  (1927—1999) — советский передовик химической промышленности. Герой Социалистического Труда (1966).

## Биография
Родился 21 января 1927 года в деревне Зехово Тихвинского уезда Череповецкой губернии (ныне — Бокситогорский район Ленинградской области) в крестьянской семье.
А. И. Богданов свою трудовую деятельность начал в период Великой Отечественной войны — лесорубом в Валунском лесном промышленном хозяйстве Вологодской области. С 1944 по 1951 годах служил в рядах Советской Армии.
С 1951 года после увольнения из рядов Вооруженных Сил СССР приехал в город Омск. С 1951 года начал работать — сборщиком автомобильных покрышек на Омском шинном заводе.
А. И. Богданов разработал и внедрил в производство прогрессивные методы сборки автомобильных шин. Собранные им шины демонстрировались на международных выставках в Польше, Чехословакии, ГДР, Сирии и Ливане и поставлялись на экспорт. Опыт А. И. Богданова, как мастера изучался в заводской школе передового опыта.
28 мая 1966 года Указом Президиума Верховного Совета СССР «за выдающиеся заслуги в выполнении заданий семилетнего плана и достигнутые высокие технико-экономические показатели» Алексей Игнатьевич Богданов был удостоен звания Героя Социалистического Труда с вручением Ордена Ленина и золотой медали «Серп и Молот».
В 1970 году без отрыва от производства, заочно, окончил — Омский химико-механический техникум. Был неоднократным победителем социалистических соревнований и удостаивался звания «ударник коммунистического труда».
После выхода на заслуженный отдых, жил в городе Омске.
Умер 23 февраля 1999 года. Похоронен на Старо-Восточном кладбище.

## Награды
- Медаль «Серп и Молот» (28.05.1966)
- Орден Ленина (28.05.1966)